# Hoërskool C.R. Swart
Hoërskool Staatpresident C.R. Swart (lycée du Président de l’État C.R. Swart) également appelé Hoërskool C.R. Swart est un établissement scolaire public d'enseignement secondaire de langue afrikaans, situé dans le quartier résidentiel de Waverley à Pretoria en Afrique du Sud.

## Historique

### Origines
La création d'un lycée de langue afrikaans à Koedoespoort fut annoncé en 1957 par le comité exécutif de la province du Transvaal, chargé de l'éducation mais c'est en 1966 seulement que l'école fut achevée.
Ouvert en 1961, le lycée prend en 1962 le nom de Charles Swart, le premier président de l'Afrique du Sud, alors encore en fonction. Les armoiries personnelles du président sud-africain sont notamment incorporées au blason de l'école.

### De nos jours
Réservé aux blancs sous l'apartheid, le lycée C.R. Swart s'est ouvert aux autres populations sud-africaines depuis la fin de la ségrégation dans les établissements scolaires en 1991.